# Campus de Ker Lann
Le campus de Ker Lann est un campus se situant à une dizaine de kilomètres au sud-ouest de Rennes, sur la commune de Bruz (Bretagne, Ille-et-Vilaine). C’est un campus mixte sur lequel cohabitent une soixantaine d'entreprises et 16 établissements de formation (écoles publiques et privées et centres de formation). En breton, Ker Lann signifie littéralement Lieu ou village de la Lande. 
Ce campus, fréquenté par environ 6 000 étudiants et près de 2000 salariés, est desservi par la gare de Ker Lann et par les lignes C7 et C7 express du réseau STAR. Le campus est géré par Rennes Métropole et est un des 5 sites de Rennes Atalante.

## Historique
Le campus est une idée portée initialement par Pierre Méhaignerie, alors président du conseil général d'Ille-et-Vilaine en 1990. Le campus est ouvert en 1992, le conseil général d'Ille-et-Vilaine investissant 178 millions de francs en cinq ans.
Plusieurs écoles s'installent sur le campus les premières années, dont l'École Louis de Broglie et l'École des Métiers de l'Environnement en 1992, l'Antenne de Bretagne de l'École normale supérieure de Cachan en 1994, et l'École nationale de la statistique et de l'analyse de l'information en 1996.
La Faculté des Métiers devait être inaugurée le 11 septembre 2001 en présence du président de la république Jacques Chirac, le 11-Septembre n'ayant finalement pas permis cela. 
En 2008, le campus est géré par le syndicat mixte d'aménagement de Ker Lann qui sera dissous le 1er janvier 2014. Depuis cette date, il est directement géré par Rennes Métropole, avec l'appui de la SADIV (Société d'aménagement et de développement d'Ille-et-Vilaine, rebaptisée depuis 2022 en Terre & Toit).

## Établissements de formation
Le campus de Ker Lann compte 17 lieux de formation, offrant une très grande diversité de formations

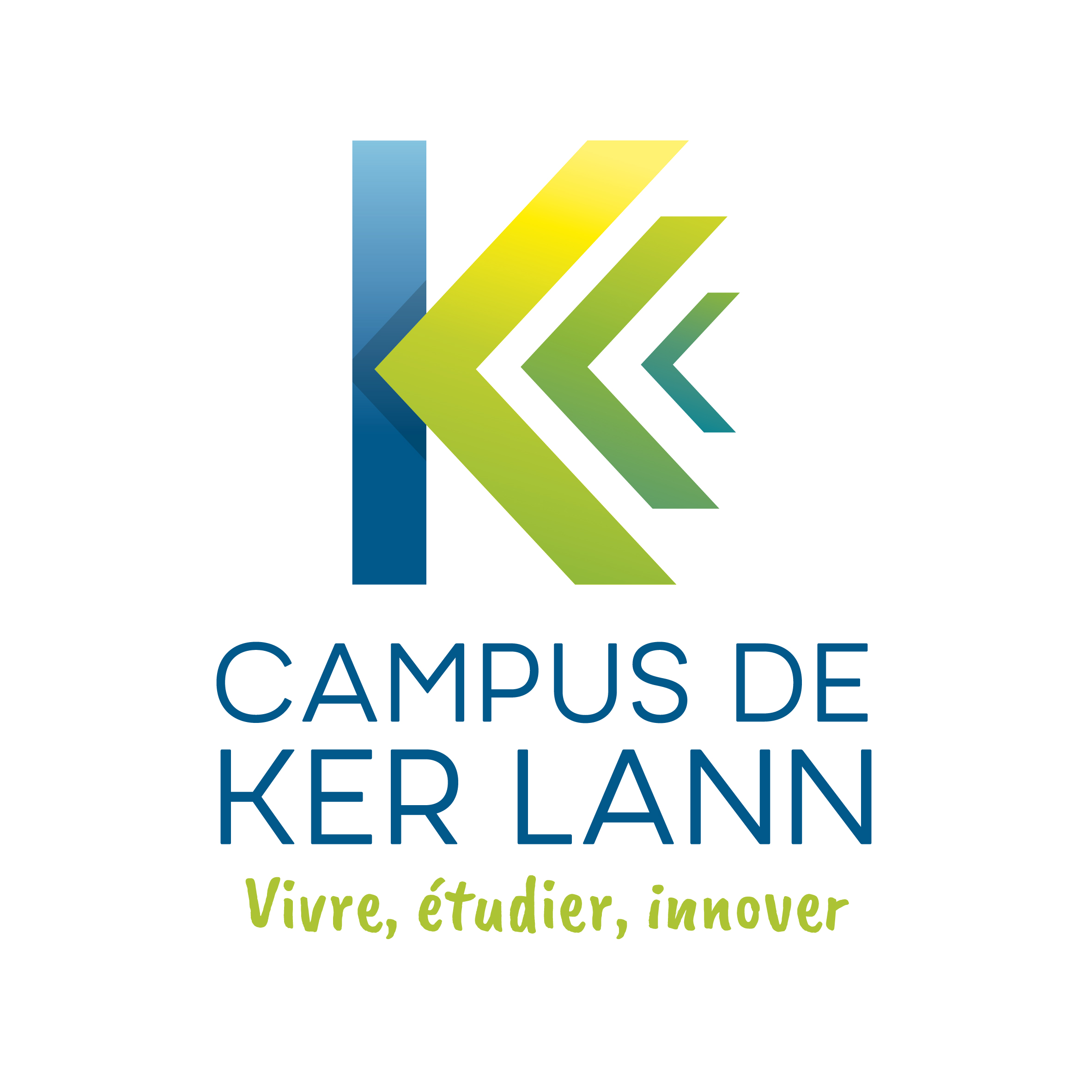
Logo du campus.

- CMA35 (Chambre des métiers et de l'artisanat)
- DZRFPN Ouest (Direction Zonale au Recrutement et à la Formation de la Police Nationale)
- INHNI
- EDAGO, Ecole des Avocats du Grand Ouest
- ECAM Rennes - Louis de Broglie école privée d'ingénieurs généraliste. Appartenant au groupe ECAM, reconnue par l’état depuis 1994[6]
- UniLaSalle Rennes École des métiers de l'environnement(anciennement EME), formations de bachelor et d'ingénieur dans les domaines de l'environnement, reconnue par l’état depuis 2008[7]
- École normale supérieure de Rennes[8] (ENS Rennes)
- École nationale de la statistique et de l'analyse de l'information (ENSAI)
- Faculté des Métiers
- Institut catholique de Rennes (ICR)
- IHECF (Institut des Hautes Études Comptables et Financières)
- IMIE - École de la filière numérique[9]
- IME Le Triskell
- Institut d'Ostéopathie de Rennes
- My Digital School
- Pôle Formation des Industries Technologiques de Bretagne (UIMM Bretagne)
- Promotrans

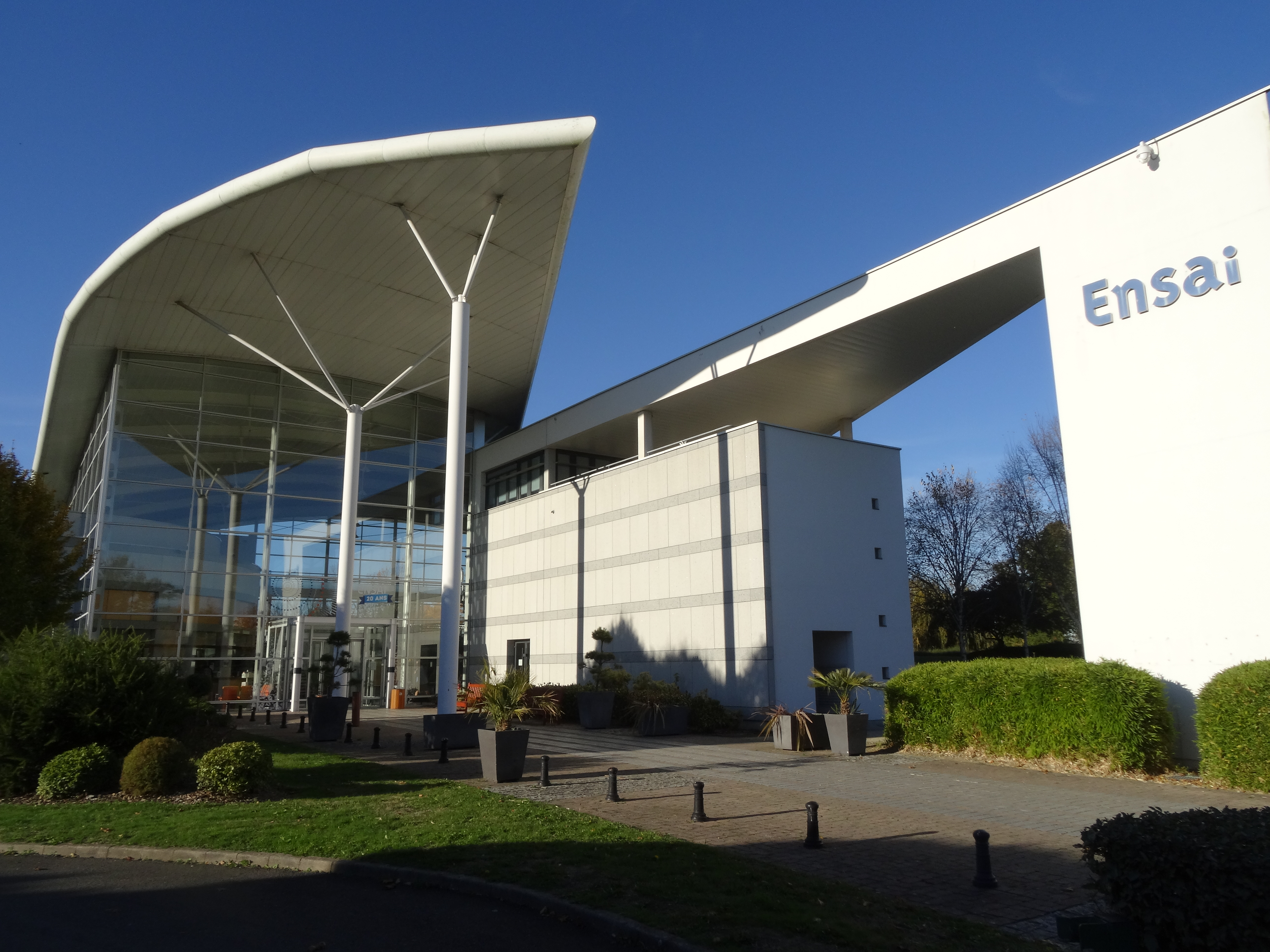
ENSAI
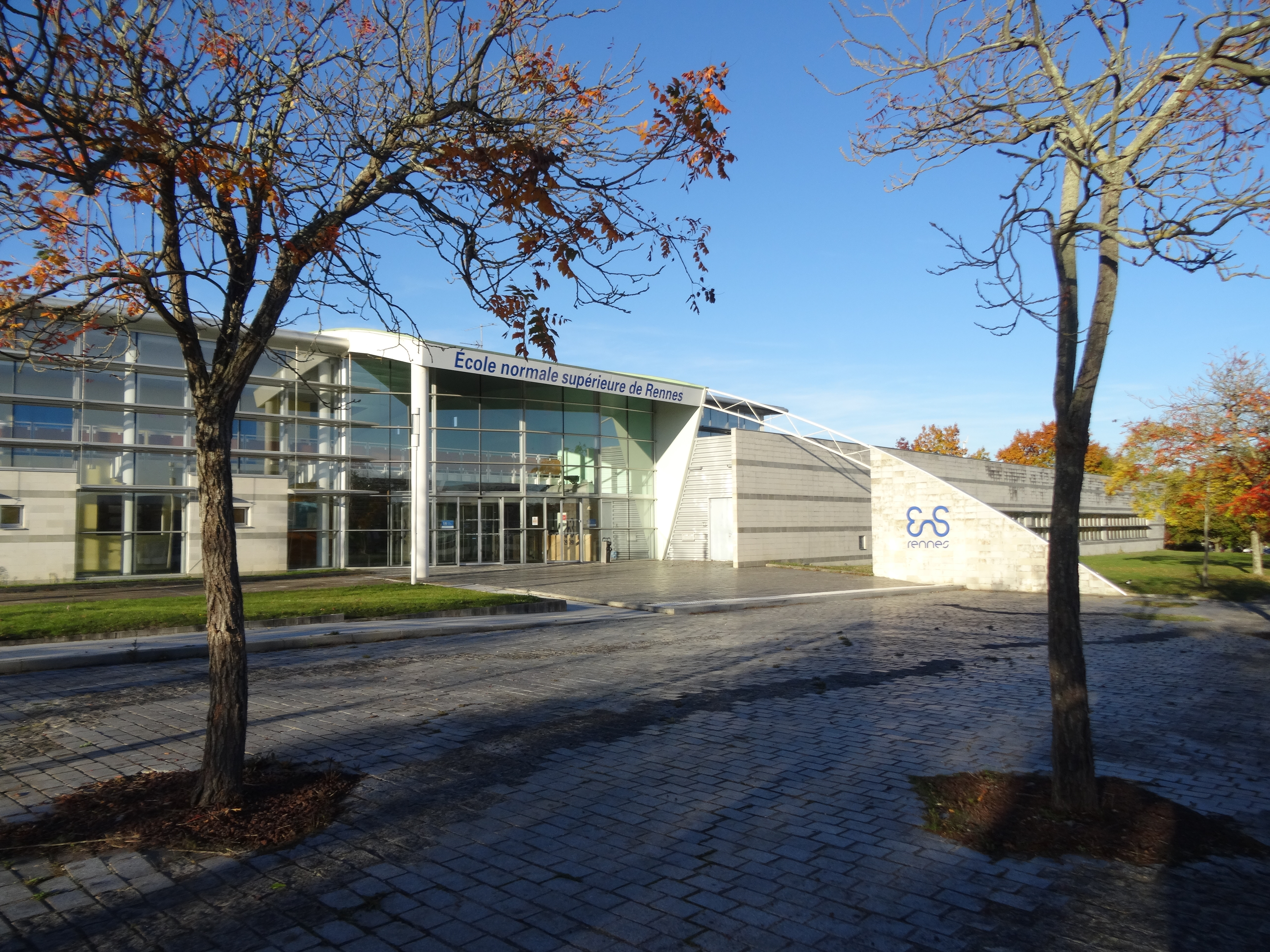
ENS Rennes
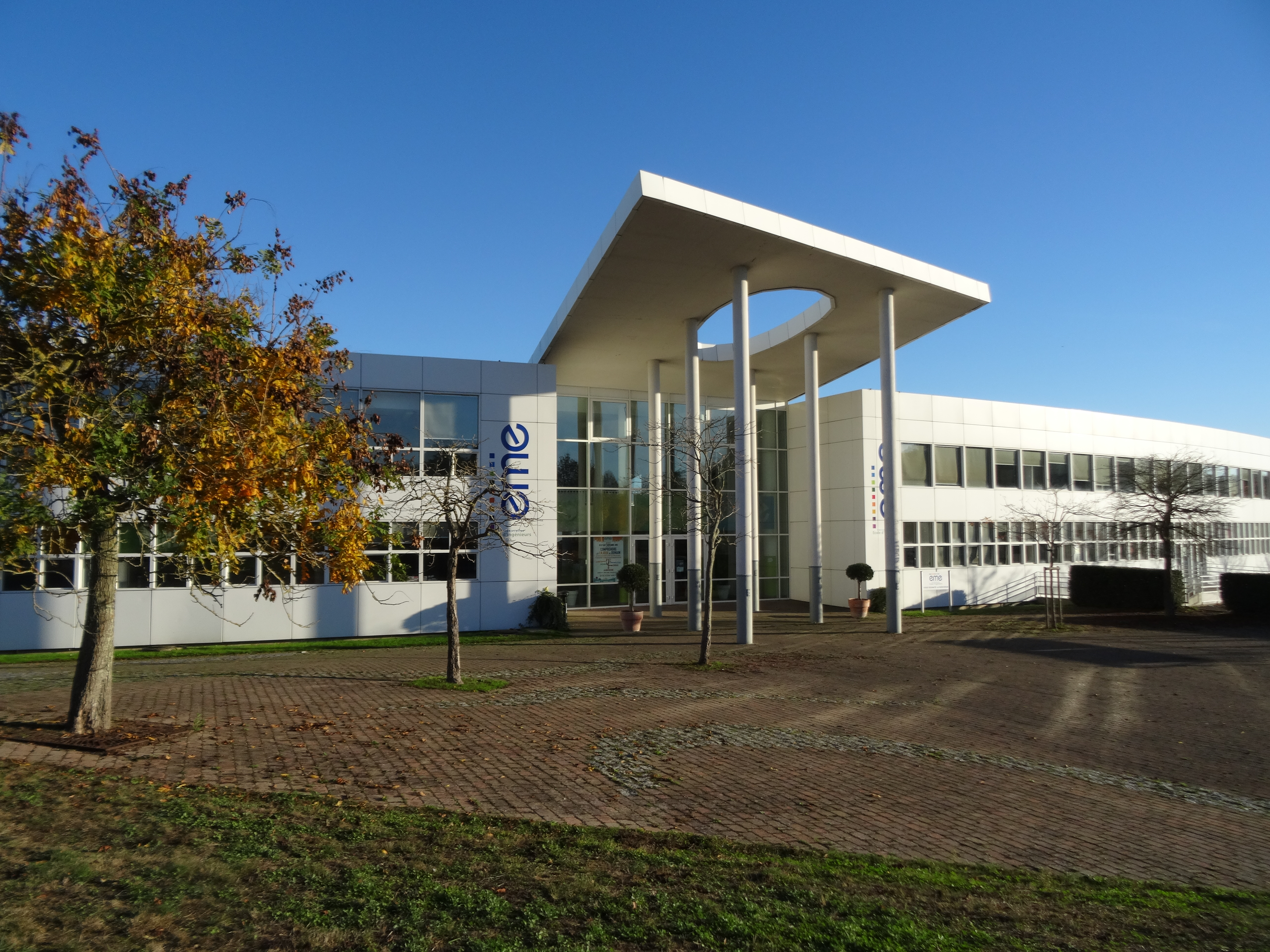
École des Métiers de l'Environnement
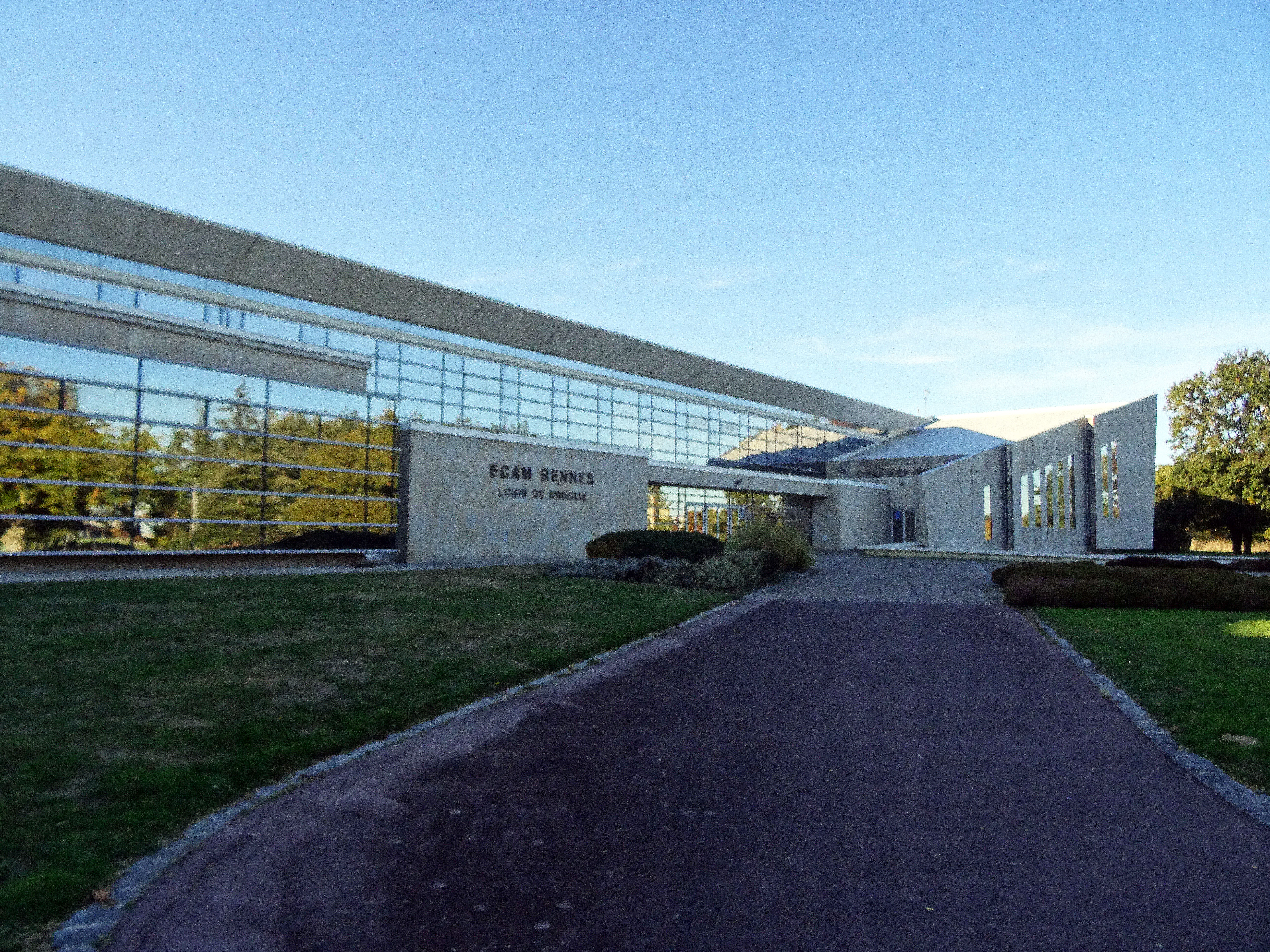
ECAM Rennes - Louis de Broglie

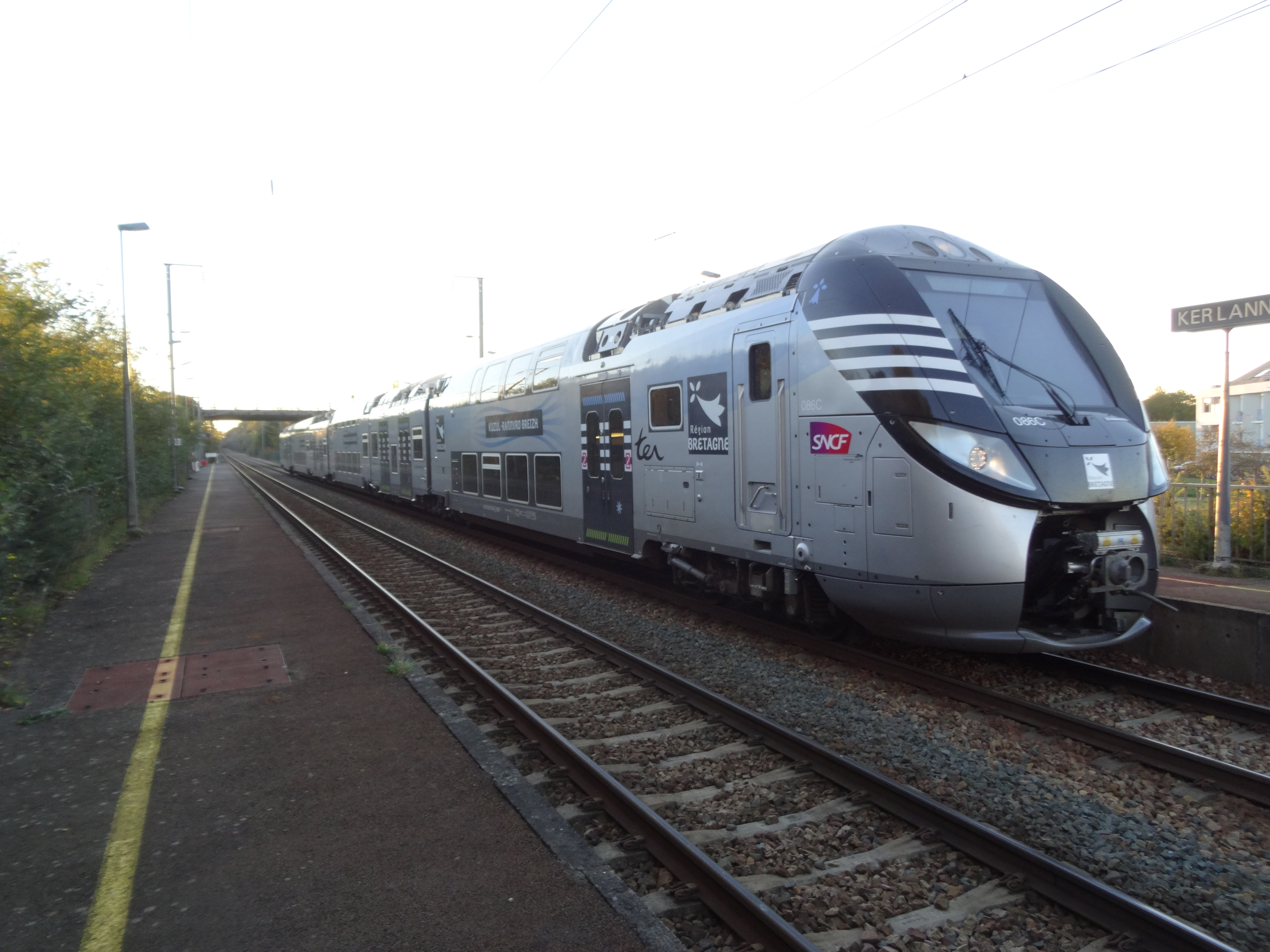
Regio 2N en gare de Ker Lann
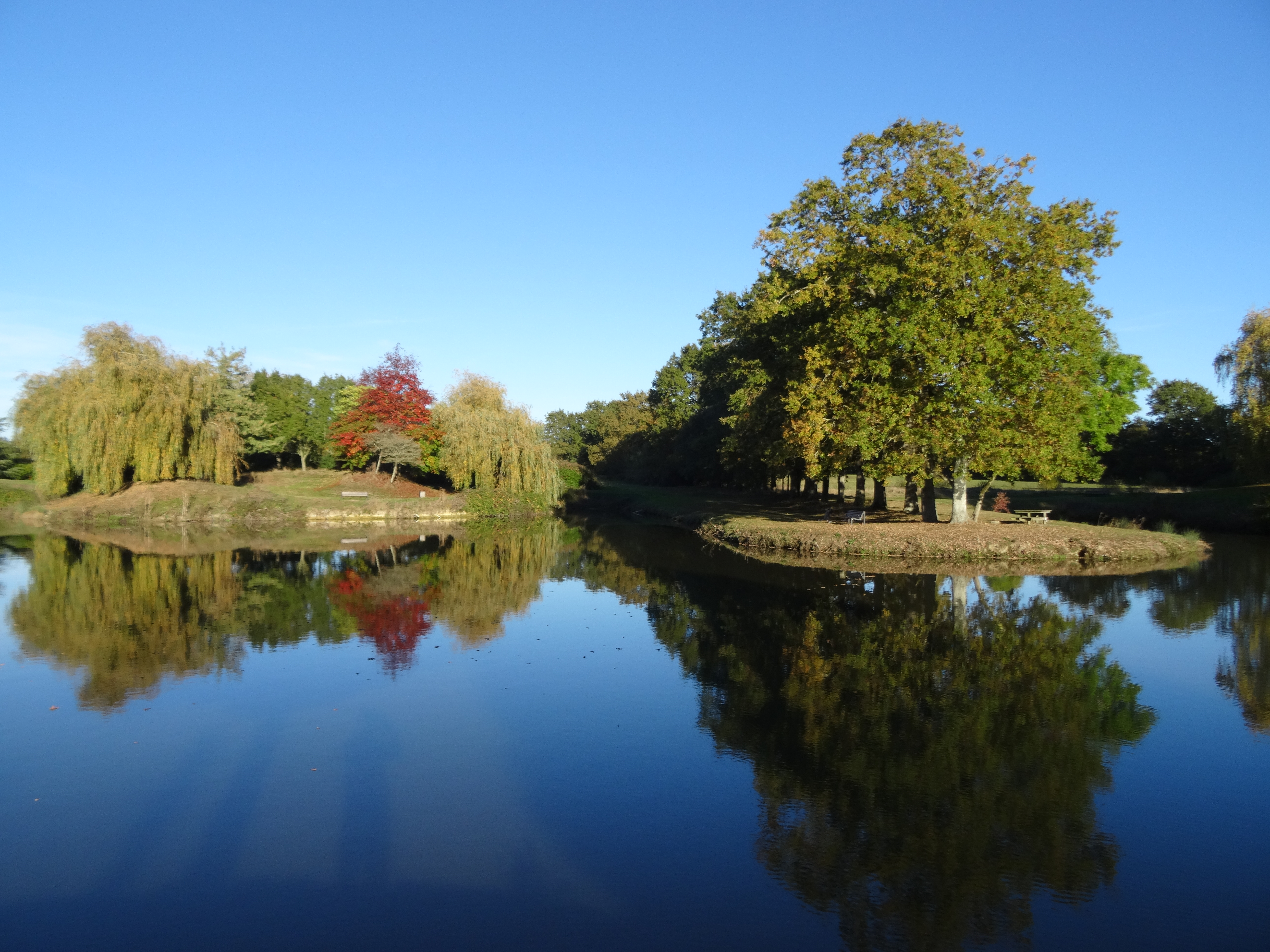
Un des étangs du campus